# Tipografia

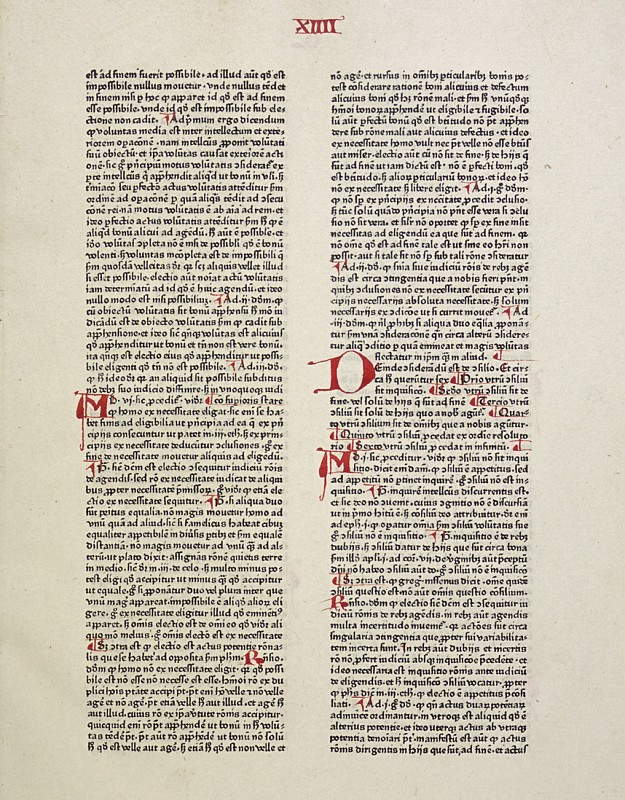
Summa teològica de Sant Tomàs d'Aquino

La tipografia és una tècnica (industrial o artística) de reproduir texts de forma impresa mitjançant tipus mòbils i gravats que són entitats, la forma dels quals es transfereixen al suport per pressió directa.
A Europa, la transició del manuscrit únic cap al document reproductible és el resultat de dos avenços tecnològics: el paper i la impremta. La tipografia és el resultat de l'evolució de l'ofici de gravació de pàgines sinceres per fer incunables, la invenció dels tipus reutilitzables. La tipografia, com a tècnica, per definició s'encarrega de distribuir els caràcters (lletres) per l'espai, utilitzant el tipus adient per a cada moment, amb la màxima d'aconseguir la millor comprensió del text pel seu lector.

## Etimologia
Del grec τύπος typos, cop o empremta, i γράφω graphο, escriure.

## Definicions
Stanley Morison defineix la tipografia com:
| «                                                        | L'art de col·locar correctament el material d'imprimir, d'acord amb un propòsit específic: el de col·locar les lletres, repartir l'espai i organitzar els tipus amb vista a prestar al lector la màxima ajuda per la comprensió del text. | » |
| — Stanley Morison, First principles of typography (1929) | |   |

## Història

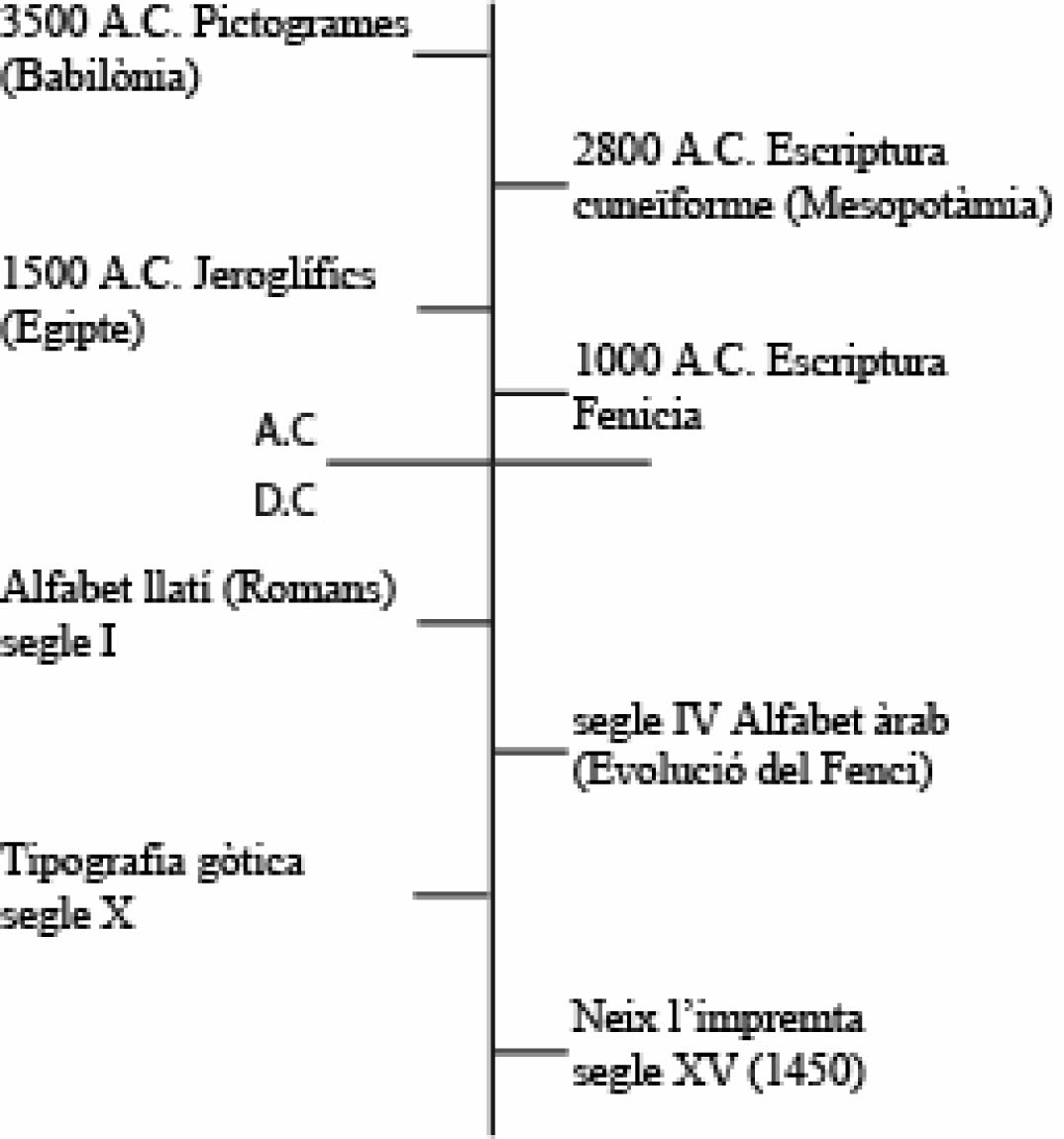
Evolució de la reproducció de texts des del manuscrit cap a la impremta d'Albert Escobar Ameijeiras

L'antecedent de la tipografia és l'escriptura manuscrita sobre diferents suports: pedra, ceràmica, pergamí, etc. que es pot remuntar al 3500 aC a l'antiga Babilònia amb la creació dels pictogrames i passa pels jeroglífics fins a l'adveniment dels sistemes alfabètics. Tot i això, la reproducció de continguts era una feina costosa i manual fos quin fos el suport: tauleta d'argila, pergamí, pedra, papir. La idea de reproduir motius amb tècniques d'impremta va arribar a través dels àrabs, que utilitzaven blocs de fusta engravada per a impremtar motius decoratius a suport tèxtils.

## Variants de tipografia
Tipografia de detall o microtipografia: Quan es parla de tipografia es refereix a quelcom més genèric i no a la concreció de per què un text és llegible o il·legible. Per concretar aquest tema es va parlar a la «Societat Tipogràfica de Múnic» per primer cop de Microtipografia o Detailypografie (tipografia de detall). Aquesta branca de la tipografia s'encarregà de l'interlineat, la distància entre caràcters (tracking), entre parell de lletres (kerning), la correcta distribució de les frases així com la seva partició, en definitiva l'ús d'un text com un total. És a dir, es parla de tots els petits detalls que fan més comprensible un text.
Macrotipografia: A diferència de la microtipografia, la macrotipografia no s'encarrega dels petits detalls, sinó que englobà la relació entre el bloc de text i el format de la pàgina, la compaginació a través del text, la relació entre els blocs de text lògics, el color del text i el tipus de paper o suport utilitzat per la seva distribució.
Tipografia d'edició: L'edició tipogràfica comprèn aspectes diferents dels de la microtipografia i la macrotipografia però complementaris. Quan es refereix a la tipografia d'edició es fa referència a la família tipogràfica, el punt (grandària) de la font, l'espai entre caràcter i paraules, en definitiva el que s'entén com a caràcter nominatiu.
Tipografia Creativa: Quan s'utilitza la denominació de tipografia creativa és perquè la tipografia perd el seu sentit estricte i s'integra en un total com a metàfora visual on es comunica com si es tractés d'una imatge.
Ortotipografia: Terme provinent de la combinació del prefix grec ortos- («correcte») al mot tipografia, que fa referència a les normes i convencions que regulen allò que es considera correcte en una composició tipogràfica. Així doncs, l'ortotipografia és a la tipografia allò que l'ortografia és a la grafia, i no pas, com podria semblar erròniament a simple vista, la suma d'ortografia i tipografia. José Martínez de Sousa defineix l'ortotipografia com el «conjunt de regles d'estètica i escriptura tipogràfica que s'aplica a la presentació dels elements gràfics, com les bibliografies, quadres, poesies, índexs, notes a peu de pàgina, cites, obres teatrals, aplicacions als diferents tipus de lletra (rodona, cursiva, etc.) així com les combinacions d'unes i altres». Aquestes normes poden variar en funció de molts paràmetres i de zones geogràfiques, així que no es pot estandarditzar unes normes concretes.

## Lèxic de la tipografia
- ajust: llargària justa que han de tenir les ratlles que es posen en el componedor.
- alçat: ordenació dels quaderns d'alguns exemplars d'un llibre que s'ha d'enquadernar.
- corondell: filet o llengot que posen els impressors en el motlle, de dalt a baix, per dividir la pàgina en columnes.
- mosquejar: aparèixer un text imprès de manera confusa, per superposició inexacta de tirades.
- puntura: cadascuna de les puntes de metall fixades als costats del timpà de la màquina d'imprimir i que serveixen per a tenir o fixar exactament en el seu punt els fulls que s'imprimeixen.
- rang: cavallet on es col·loquen les caixes de lletra d'impremta, sia en rengle, sia encaixades a manera de calaixos.